# 苦甜人生
《苦甜人生  Bittersweet Life》是台灣華語流行創作歌手羅文裕於2014年1月4日發行的首張個人EP。

## 專輯介紹
羅文裕2014全新迷你創作專輯 [苦甜人生 Bittersweet Life] 。他寫的那麼淡，淡的那麼奢侈；他寫的那麼真，真的那麼稀少；像生活，不轟轟烈烈卻真真切切，像人生，不總歌舞昇平卻百感交集；這世界讓人上癮，卻也總是讓人丟失力氣，難解或無解，還好此時此刻有人可以了解!羅文裕以敏銳的獨特天賦，細細烹調生活的五味雜陳，以吉他為基底，真實為調味、清新為香料，醞釀將近三年，慢火特調，收錄六首口味一致但滋味濃烈有別的誠懇自信之作，推出一張勇敢生活、輕鬆入手的全創作迷你專輯，2014/1/3回甘上市。

## 曲目
| 曲序 | 曲目         |        | 作曲   | 编曲             | 时长 |
| ---- | ------------ | ------ | ------ | ---------------- | ---- |
| 1.   | 未來一直來   | 羅文裕 | 羅文裕 | 羅文裕、前進樂團 | 3:29 |
| 2.   | 清湯掛麵     | 羅文裕 | 羅文裕 | 溫奕哲           | 3:38 |
| 3.   | 全世界都孤單 | 羅文裕 | 羅文裕 | 歐陽菁宇         | 4:01 |
| 4.   | 藍月         | 羅文裕 | 羅文裕 | 溫奕哲           | 3:47 |
| 5.   | 悲傷的卓別林 | 羅文裕 | 羅文裕 | 廖晉儀           | 4:18 |
| 6.   | 好感覺       | 羅文裕 | 羅文裕 | 盧家宏           | 3:09 |

## 外部連結
- 苦甜人生的新浪微博
- 苦甜人生的Facebook專頁
- YouTube上的苦甜人生頻道